# Bastions de Bouillon
Les bastions de Bouillon sont trois anciens ouvrages de fortification situés dans la ville et commune de Bouillon en province de Luxembourg (Belgique). Ces trois ouvrages militaires sont les bastions du Dauphin, de Bretagne et de Bourgogne.

## Localisation
Les trois bastions se trouvent en bordure de la Semois, sur la rive gauche de la rivière, le long du boulevard Vauban. Les bastions du Dauphin et de Bretagne se situent au nord de la ville et à l'intérieur du méandre de la Semois et sont distants de 180 mètres. Le bastion du Dauphin se dresse à proximité de la caserne Vauban et le bastion de Bretagne avoisine la maison du Prévôt. Le bastion de Bourgogne est construit environ 500 mètres en aval de la rivière et à environ 75 mètres au sud du pont de Cordemois. 

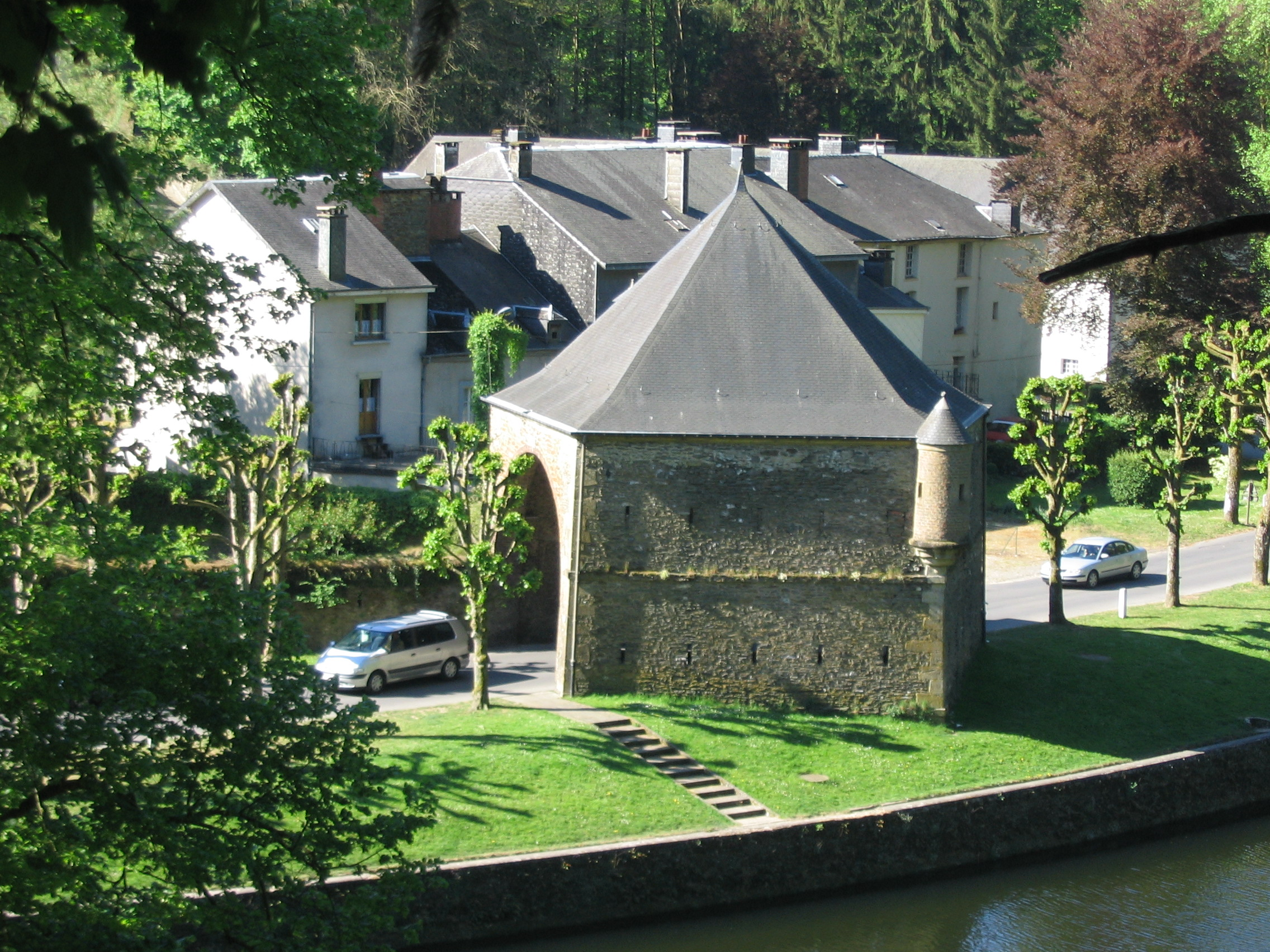
Le bastion du Dauphin

## Historique
Après la prise du château de Bouillon en 1676 par les armées françaises du roi Louis XIV, le titre de duc de Bouillon est confirmé pour la Maison de La Tour d'Auvergne, vicomtes de Turenne. Par la suite, Vauban se rend à Bouillon et rédige un mémoire pour la fortification de la ville. En 1680, l’ingénieur Thomas de Choisy érige un nouveau rempart, des portes, neuf bastions défensifs et des casernes, sous la direction de Vauban. Aujourd'hui, les portes ont disparu mais trois des neuf bastions subsistent encore.

## Description
Ces bastions sont construits en pierres de schiste sur base d'un pentagone régulier convexe d'environ 10 mètres de côté et sur deux niveaux (un étage). Ils possèdent une échauguette placée du côté de la rivière, sont percés de meurtrières parfois murées ou transformées en baies et recouverts d'une toiture en ardoises à cinq pans. Les bastions du Dauphin et de Bretagne ont été percés sur deux côtés pour permettre la circulation routière  sur le boulevard, lors de sa création au début du XXe siècle. 

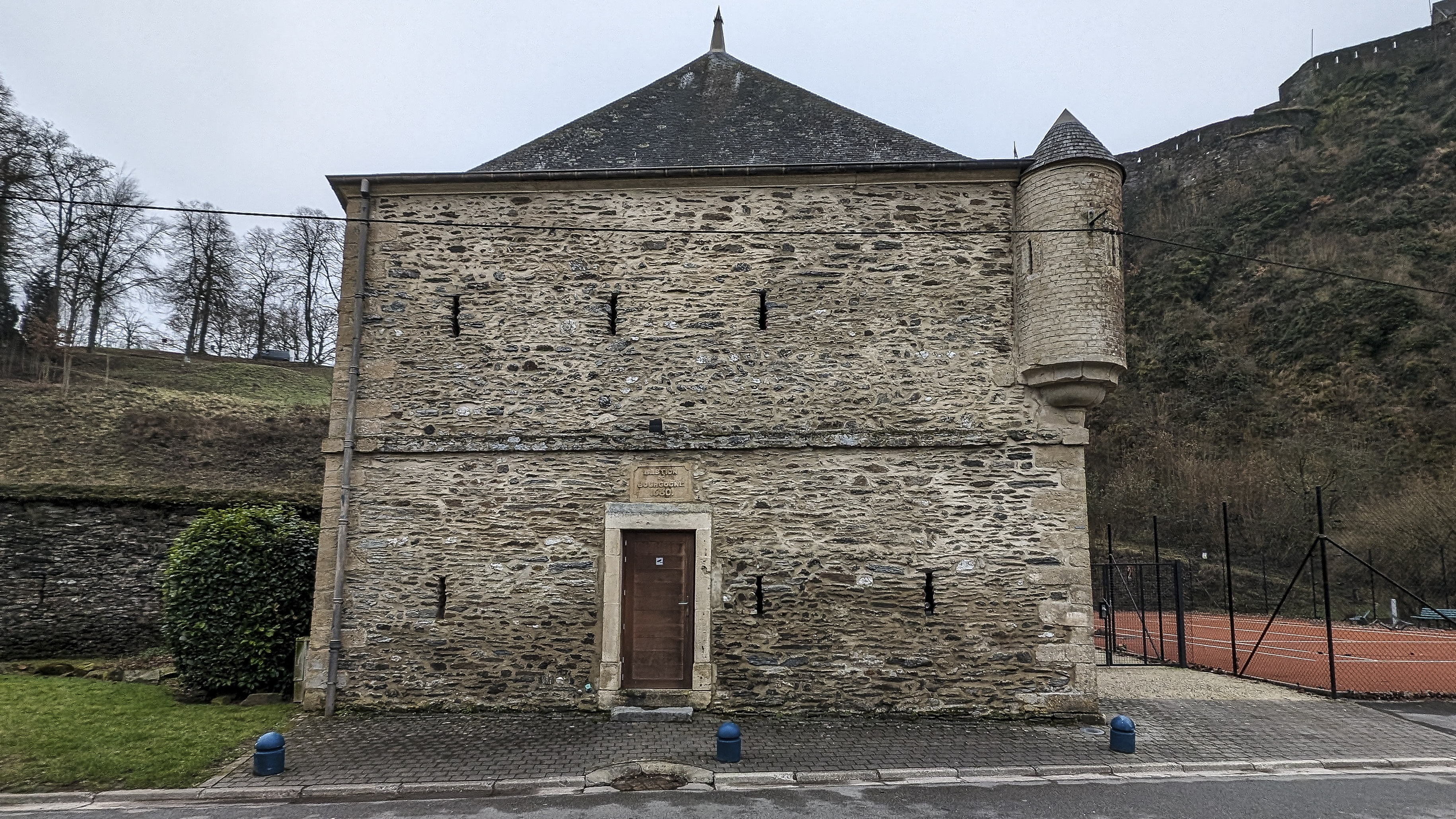
Le bastion de Bourgogne

## Classement et protection
Le bastion de Bretagne et le bastion du Dauphin sont classés depuis le 2 septembre 1985 et repris sur la liste du patrimoine immobilier classé de Bouillon.

## Activités
Le bastion de Bourgogne abrite un local du Tennis Club de Bouillon.
Il est, aussi, un lieu d'expositions temporaires pour les artistes, peintres, photographes, artisans.